# Ковельське князівство
Ковельське князівство — удільне васальне князівство 14-16 ст. у Великому князівстві Литовському (від 1569 — Речі Посполитій). Включало землі на Волині з центром у місті Ковель (нині районний центр у Волинській області, Україна). Правили князівством Ольгердовичі, Любартовичі, Санґушки, Курбські.

## Історія
У 1390 році князівство було утворено внаслідок надання уділу Федору Ольгердовичу в еликим князем Волинським Любартом. Проте воно стало складовою частиною Ратненського князівства. Втім воно не було спадковим, а лише пожиттєвим. У 1416 році перейшло до Любартовичів за Леонтієм Войтовичем ним міг володіти Павло Кароль Любартович), а 1433 року — до Санґушків. Втім лише у 1455 році виокремилося у самостійний уділ. Першим його князем став Михайло Санґушкович.
Ковельське князівство по смерті князя Михайла Санґушковича після 1511 року перейшло до його сина Івана, який помер близько 1516 року, не залишивши нащадків. Після нього ковельським князем став молодший брат останнього Василь. У 1540 році цей князь відступив князівство королеві Боні.
У 1564 році Ковельське князівство передано Андрію Курбському, який перейшов на польську службу, емігрувавши з Московського царства. Домігся запровадження у 1580 році Ковельської митниці. У 1590 році рішенням сейму Речі Посполитої князівство було конфісковано у Дмитра Курбського. З цього часу перебувало у складі Волинського воєводства.

## Управління
Князі не підлягали місцевій адміністрації (повітовій чи воєводській), лише в деяких питаннях великому князю литовському чи польському королю. Тут безроздільно панувало князівське право (лат. jus ducale), завдяки чому вона фактично перетворилася на державу в державі. Суверенність землеволодіння відносилася до засадничих елементів княжого права. Також правителя Острозького князівства виводили власні збройні загони (почти) під родовим гербом, а корогвами Волинського воєводства.